# Dennenboom (scheepsterm)

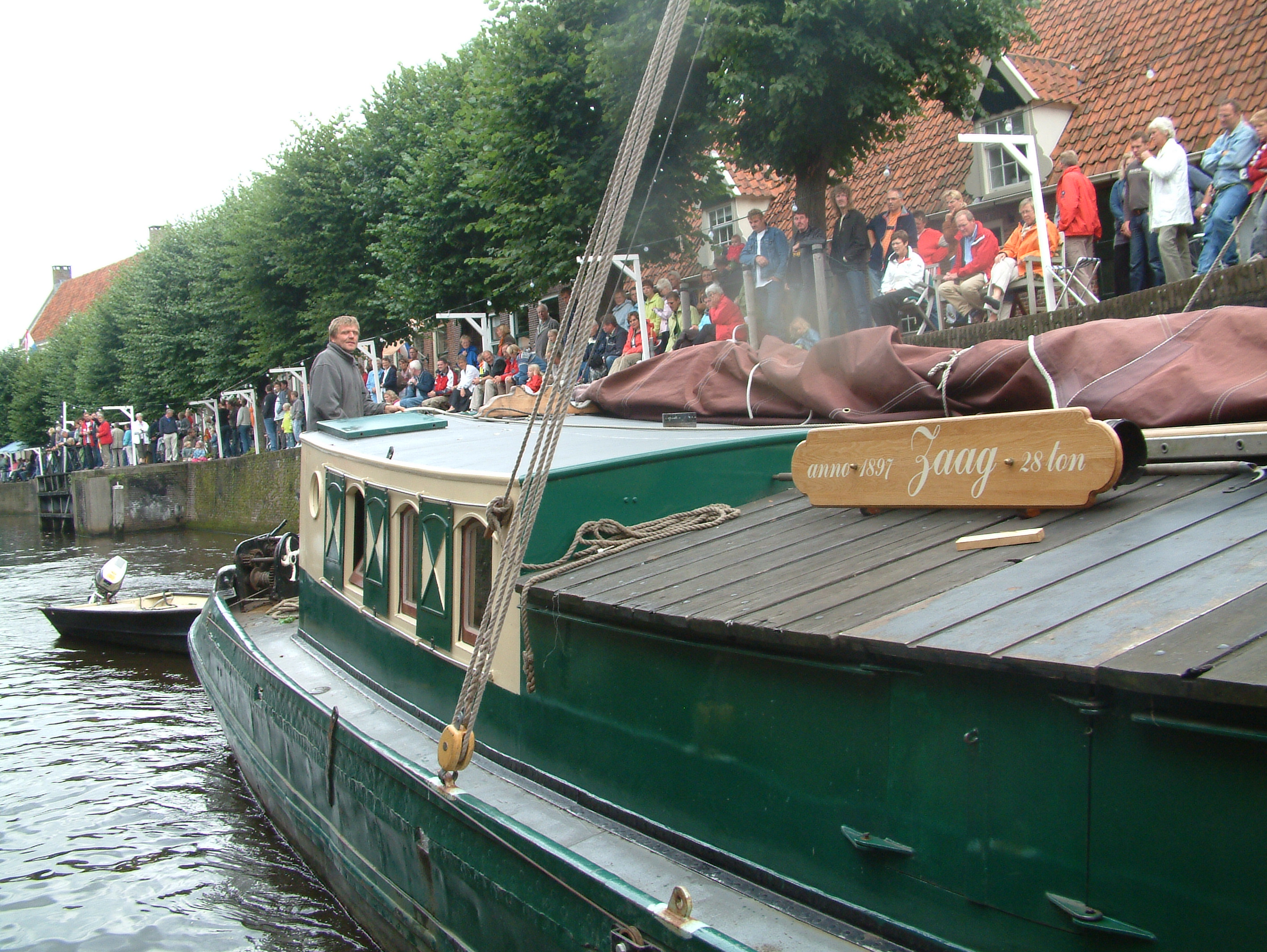
Roef aan de den

De dennenboom, of kortweg den, is de opstaande kant van het scheepsruim, vanaf het dek van een binnenschip. Op de den rusten de merkels van de luikenkap. In de ontwikkeling van het binnenschip is er een periode geweest waarin de roef tegen het ruim werd gebouwd. Men sprak in zo'n geval van "roef aan de den". 
In de tijd dat de Friese kap met houten luiken werd vervangen door aluminium luiken leverde de zeeg van een schip een probleem. De den volgde de zeeg. In zo'n geval werd de den verhoogd tot de bovenrand een rechte lijn volgde. Daarmee kon een luikenwagen gemakkelijker over de den worden verreden of konden, in het geval van schuifluiken, de luiken gemakkelijker worden verschoven.